# Programme international pour le suivi des acquis des élèves
Pour les articles homonymes, voir Pisa.
Le Programme international pour le suivi des acquis des élèves (en anglais Programme for International Student Assessment), souvent désigné par l'acronyme Pisa, est un ensemble d'études menées par l'Organisation de coopération et de développement économiques (OCDE) visant à mesurer les performances des systèmes éducatifs des pays membres et non membres. Les enquêtes sont menées tous les trois ans auprès de jeunes de 15 ans dans les 38 pays membres de l'OCDE ainsi que dans de nombreux pays partenaires et aboutissent également à un classement dit « classement Pisa ».
La première enquête a été menée en 2000, la dernière en date a été menée en 2023. L'enquête n'a pas pu être réalisée en 2021 en raison de la pandémie de Covid-19.

## Présentation générale
L'OCDE pilote le Programme international pour le suivi des acquis des élèves (Pisa), qui est « la plus grande étude internationale auprès d'élèves dans le domaine de l'éducation », selon le ministère de l’Éducation nationale français en 2022. Il compare les performances d'élèves de 15 ans dans différents pays lors de tests — concernant leurs « capacités à mobiliser leurs connaissances scolaires et à les utiliser dans des situations proches de la vie quotidienne » — et permet une mesure des performances des systèmes éducatifs. En 2022, l'étude concerne 85 pays. L'OCDE a défini des procédures standardisées pour les enquêtes Pisa. Un pays comme la France suit ces procédures, avec une mise en œuvre prise en charge par le ministère de l’Éducation nationale.
Le fait de répéter l'enquête à intervalles réguliers de trois ans permet un suivi dans la durée des évolutions constatées pour les pays.

## Objectifs
- Comparer les performances de différents systèmes éducatifs en évaluant les compétences acquises par les élèves en fin d'obligation scolaire (quinze ans). Ces compétences sont définies comme celles dont un citoyen peut avoir besoin au quotidien, et sont désignées dans la version française de l'enquête par « culture mathématique », « culture scientifique », « compréhension de l'écrit » et « pensée créative » (la version anglaise utilisant le mot literacy, dans mathematical literacy, scientific literacy et reading literacy). Il s'agit plus d'évaluer la façon dont les jeunes sont capables d'exploiter leurs connaissances dans leur pratique quotidienne que leur niveau théorique dans tel ou tel domaine des sciences ou des lettres.
- Identifier les facteurs de succès, facteurs exogènes, notamment le milieu social économique et culturel des familles, le cadre scolaire offert par l'établissement, et le système éducatif national, mais aussi endogènes, comme la motivation des élèves, l'estime qu'ils ont d'eux-mêmes, les stratégies d'apprentissage qu'ils mettent en œuvre.
- Suivre l'évolution de l'enseignement dans les pays membres de l'OCDE et les pays partenaires (près d'une soixantaine de pays) en conduisant des évaluations périodiques.

## Méthodologie

### Domaine d'évaluation
Chaque évaluation met l'accent sur une compétence particulière, en 2000 sur la lecture, en 2003 sur les mathématiques et en 2006 sur les sciences. Les études suivantes portent simultanément sur ces trois axes, avec une compétence majeure testée changeant selon l'année.

### Administration de l'évaluation
Au cours du premier cycle d'évaluation, plus d'un million d'élèves, sélectionnés de façon aléatoire dans les établissements publics ou privés, ont été évalués à l'aide de tests écrits (épreuve de deux heures). Élèves et chefs d'établissements ont également rempli des questionnaires qui ont permis d'établir des corrélations entre les performances et l'environnement des élèves, notamment leur accès aux TIC et leur maîtrise de ces derniers. Lors du second cycle d'évaluation, l'accent est mis sur l'informatisation des épreuves et de la collecte des données. En 2005, treize pays ont été volontaires pour informatiser les épreuves de sciences.
À partir de 2015, la plupart des épreuves se déroulent sur ordinateur.
En 2022, les épreuves de l'enquête Pisa se déroulent sur 3 heures et trente minutes et sont scindées en séquences. Les deux premières heures correspondent à la passation de tests « de compréhension de l'écrit, de culture mathématique, de culture scientifique et de pensée créative », selon les mots du ministère de l’Éducation nationale français ; suit un questionnaire « axé[...] sur leur milieu socio-culturel et sur le bien-être au lycée ou au collège » auquel les élèves répondent sur une durée de 50 minutes. Les réponses à ces tests sont confidentielles et il n'y a pas d'établissement de résultats individuels.

### Délais entre deux évaluations
Il y a un délai de 3 ans entre chaque évaluation Pisa. Toutefois, en raison de la pandémie de covid-19, il n'y a pas eu d'enquête Pisa en 2021, mais celle-ci est décalée à l'année 2022.

## Résultats

### Classement PISA 2018
Les résultats du PISA 2018 ont été publiés le 3 décembre 2019, qui comprenaient des données pour environ 600 000 étudiants participants dans 79 pays et économies, la zone économique chinoise de Pékin, Shanghai, Jiangsu et Zhejiang apparaissant comme la plus performante dans toutes les catégories. Notez que cela ne représente pas l'intégralité de la Chine continentale.
| 1  | Chine (B-S-J-Z)        | 591 |
| 2  | Singapour              | 569 |
| 3  | Macao                  | 558 |
| 4  | Hong Kong              | 551 |
| 5  | Taïwan                 | 531 |
| 6  | Japon                  | 527 |
| 7  | Corée du Sud           | 526 |
| 8  | Estonie                | 523 |
| 9  | Pays-Bas               | 519 |
| 10 | Pologne                | 516 |
| 11 | Suisse                 | 515 |
| 12 | Canada                 | 512 |
| 13 | Danemark               | 509 |
| 14 | Slovénie               | 509 |
| 15 | Belgique               | 508 |
| 16 | Finlande               | 507 |
| 17 | Suède                  | 502 |
| 18 | Royaume-Uni            | 502 |
| 19 | Norvège                | 501 |
| 20 | Allemagne              | 500 |
| 21 | Irlande                | 500 |
| 22 | République tchèque     | 499 |
| 23 | Autriche               | 499 |
| 24 | Vietnam                | 496 |
| 25 | Lettonie               | 496 |
| 27 | Islande                | 495 |
| 28 | Nouvelle-Zélande       | 494 |
| 29 | Portugal               | 492 |
| 30 | Australie              | 491 |
| 31 | Russie                 | 488 |
| 32 | Italie                 | 487 |
| 33 | Slovaquie              | 486 |
| 34 | Luxembourg             | 483 |
| 35 | Espagne                | 481 |
| 36 | Lituanie               | 481 |
| 37 | Hongrie                | 481 |
| 38 | États-Unis             | 478 |
| 39 | Bélarus                | 472 |
| 40 | Malte                  | 472 |
| 41 | Croatie                | 464 |
| 42 | Israël                 | 463 |
| 43 | Turquie                | 454 |
| 44 | Ukraine                | 453 |
| 45 | Grèce                  | 451 |
| 46 | Chypre                 | 451 |
| 47 | Serbie                 | 448 |
| 48 | Malaisie               | 440 |
| 49 | Albanie                | 437 |
| 50 | Bulgarie               | 436 |
| 51 | Émirats arabes unis    | 435 |
| 52 | Brunei                 | 430 |
| 53 | Roumanie               | 430 |
| 54 | Monténégro             | 430 |
| 55 | Kazakhstan             | 423 |
| 56 | Moldavie               | 421 |
| 57 | Azerbaïdjan            | 420 |
| 58 | Thaïlande              | 419 |
| 59 | Uruguay                | 418 |
| 60 | Chili                  | 417 |
| 61 | France                 | 415 |
| 61 | Qatar                  | 414 |
| 62 | Mexique                | 409 |
| 63 | Bosnie-Herzégovine     | 406 |
| 64 | Costa Rica             | 402 |
| 65 | Pérou                  | 400 |
| 66 | Jordanie               | 400 |
| 67 | Géorgie                | 398 |
| 68 | Macédoine du Nord      | 394 |
| 69 | Liban                  | 393 |
| 70 | Colombie               | 391 |
| 71 | Brésil                 | 384 |
| 72 | Argentine              | 379 |
| 73 | Indonésie              | 379 |
| 74 | Arabie saoudite        | 373 |
| 75 | Maroc                  | 368 |
| 76 | Kosovo                 | 366 |
| 77 | Panama                 | 353 |
| 78 | Philippines            | 353 |
| 79 | République dominicaine | 325 |

| 1  | Chine (B-S-J-Z)        | 590 |
| 2  | Singapour              | 551 |
| 3  | Macao                  | 544 |
| 4  | Vietnam                | 543 |
| 5  | Estonie                | 530 |
| 6  | Japon                  | 529 |
| 7  | Finlande               | 522 |
| 8  | Corée du Sud           | 519 |
| 9  | Canada                 | 518 |
| 10 | Hong Kong              | 517 |
| 11 | Taïwan                 | 516 |
| 12 | Pologne                | 511 |
| 13 | Nouvelle-Zélande       | 508 |
| 14 | Slovénie               | 507 |
| 15 | Royaume-Uni            | 505 |
| 16 | Pays-Bas               | 503 |
| 17 | Allemagne              | 503 |
| 18 | Australie              | 503 |
| 19 | États-Unis             | 502 |
| 20 | Suède                  | 499 |
| 21 | Belgique               | 499 |
| 22 | République tchèque     | 497 |
| 23 | Irlande                | 496 |
| 24 | Suisse                 | 495 |
| 26 | Danemark               | 493 |
| 27 | Portugal               | 492 |
| 28 | Norvège                | 490 |
| 29 | Autriche               | 490 |
| 30 | Lettonie               | 487 |
| 31 | Espagne                | 483 |
| 32 | Lituanie               | 482 |
| 33 | Hongrie                | 481 |
| 34 | Russie                 | 478 |
| 35 | Luxembourg             | 477 |
| 36 | Islande                | 475 |
| 37 | Croatie                | 472 |
| 38 | Bélarus                | 471 |
| 39 | Ukraine                | 469 |
| 40 | Turquie                | 468 |
| 41 | Italie                 | 468 |
| 42 | Slovaquie              | 464 |
| 43 | Israël                 | 462 |
| 44 | Malte                  | 457 |
| 45 | Grèce                  | 452 |
| 46 | Chili                  | 444 |
| 47 | France                 | 442 |
| 47 | Serbie                 | 440 |
| 48 | Chypre                 | 439 |
| 49 | Malaisie               | 438 |
| 50 | Émirats arabes unis    | 434 |
| 51 | Brunei                 | 431 |
| 52 | Jordanie               | 429 |
| 53 | Moldavie               | 428 |
| 54 | Thaïlande              | 426 |
| 55 | Uruguay                | 426 |
| 56 | Roumanie               | 426 |
| 57 | Bulgarie               | 424 |
| 58 | Mexique                | 419 |
| 59 | Qatar                  | 419 |
| 60 | Albanie                | 417 |
| 61 | Costa Rica             | 416 |
| 62 | Monténégro             | 415 |
| 63 | Colombie               | 413 |
| 64 | Macédoine du Nord      | 413 |
| 65 | Pérou                  | 404 |
| 66 | Argentine              | 404 |
| 67 | Brésil                 | 404 |
| 68 | Bosnie-Herzégovine     | 398 |
| 69 | Azerbaïdjan            | 398 |
| 70 | Kazakhstan             | 397 |
| 71 | Indonésie              | 396 |
| 72 | Arabie saoudite        | 386 |
| 73 | Liban                  | 384 |
| 74 | Géorgie                | 383 |
| 75 | Maroc                  | 377 |
| 76 | Kosovo                 | 365 |
| 77 | Panama                 | 365 |
| 78 | Philippines            | 357 |
| 79 | République dominicaine | 336 |

| 1  | Chine (B-S-J-Z)        | 555 |
| 2  | Singapour              | 549 |
| 3  | Macao                  | 525 |
| 4  | Hong Kong              | 524 |
| 5  | Estonie                | 523 |
| 6  | Canada                 | 520 |
| 7  | Finlande               | 520 |
| 8  | Irlande                | 518 |
| 9  | Corée du Sud           | 514 |
| 10 | Pologne                | 512 |
| 11 | Suède                  | 506 |
| 12 | Nouvelle-Zélande       | 506 |
| 13 | Vietnam                | 505 |
| 14 | États-Unis             | 505 |
| 15 | Royaume-Uni            | 504 |
| 16 | Japon                  | 504 |
| 17 | Australie              | 503 |
| 18 | Taïwan                 | 503 |
| 19 | Danemark               | 501 |
| 20 | Norvège                | 499 |
| 21 | Allemagne              | 498 |
| 22 | Slovénie               | 495 |
| 23 | Belgique               | 493 |
| 25 | Portugal               | 492 |
| 26 | République tchèque     | 490 |
| 27 | Pays-Bas               | 485 |
| 28 | Autriche               | 484 |
| 29 | Suisse                 | 484 |
| 30 | Croatie                | 479 |
| 31 | Lettonie               | 479 |
| 32 | Russie                 | 479 |
| 33 | Italie                 | 476 |
| 34 | Hongrie                | 476 |
| 35 | Lituanie               | 476 |
| 36 | Islande                | 474 |
| 37 | Bélarus                | 474 |
| 38 | Israël                 | 470 |
| 39 | Luxembourg             | 470 |
| 40 | Ukraine                | 466 |
| 41 | Turquie                | 466 |
| 42 | Slovaquie              | 458 |
| 43 | Grèce                  | 457 |
| 44 | Chili                  | 452 |
| 45 | France                 | 450 |
| 45 | Malte                  | 448 |
| 46 | Serbie                 | 439 |
| 47 | Émirats arabes unis    | 432 |
| 48 | Roumanie               | 428 |
| 49 | Uruguay                | 427 |
| 50 | Costa Rica             | 426 |
| 51 | Chypre                 | 424 |
| 52 | Moldavie               | 424 |
| 53 | Monténégro             | 421 |
| 54 | Mexico                 | 420 |
| 55 | Bulgarie               | 420 |
| 56 | Jordanie               | 419 |
| 57 | Malaisie               | 415 |
| 58 | Brésil                 | 413 |
| 59 | Colombie               | 412 |
| 60 | Brunei                 | 408 |
| 61 | Qatar                  | 407 |
| 62 | Albanie                | 405 |
| 63 | Bosnie-Herzégovine     | 403 |
| 64 | Argentine              | 402 |
| 65 | Pérou                  | 401 |
| 66 | Arabie saoudite        | 399 |
| 67 | Thaïlande              | 393 |
| 68 | Macédoine du Nord      | 393 |
| 69 | Azerbaïdjan            | 389 |
| 70 | Kazakhstan             | 387 |
| 71 | Géorgie                | 380 |
| 72 | Panama                 | 377 |
| 73 | Indonésie              | 371 |
| 74 | Maroc                  | 359 |
| 75 | Liban                  | 353 |
| 76 | Kosovo                 | 353 |
| 77 | République dominicaine | 342 |
| 78 | Philippines            | 340 |
| _  | Espagne                | _   |

### Résultats 2015
Les résultats du classement Pisa 2015 ont été publiés le 6 décembre 2016.
| Cl. | Pays                   | Score |
| --- | ---------------------- | ----- |
| 1er | Singapour              | 564   |
| 2e  | Hong-Kong (Chine)      | 548   |
| 3e  | Macao (Chine)          | 544   |
| 4e  | Taipei chinois         | 542   |
| 5e  | Japon                  | 532   |
| 6e  | P-S-J-G* (Chine)       | 531   |
| 7e  | Corée du Sud           | 524   |
| 8e  | Suisse                 | 521   |
| 9e  | Estonie                | 520   |
| 10e | Canada                 | 516   |
| 11e | Pays-Bas               | 512   |
| 12e | Finlande               | 511   |
| 12e | Danemark               | 511   |
| 14e | Slovénie               | 510   |
| 15e | Belgique               | 507   |
| 16e | Allemagne              | 506   |
| 17e | Irlande                | 504   |
| 17e | Pologne                | 504   |
| 19e | Norvège                | 502   |
| 20e | Autriche               | 497   |
| 21e | Viet Nam               | 495   |
| 21e | Nouvelle-Zélande       | 495   |
| 23e | Australie              | 494   |
| 23e | Suède                  | 494   |
| 23e | Russie                 | 494   |
| 26e | France                 | 493   |
| 27e | Royaume-Uni            | 492   |
| 27e | Portugal               | 492   |
| 27e | République tchèque     | 492   |
| 30e | Italie                 | 490   |
| 31e | Islande                | 488   |
| 32e | Espagne                | 486   |
| 32e | Luxembourg             | 486   |
| 34e | Lettonie               | 486   |
| 35e | Malte                  | 479   |
| 36e | Lituanie               | 478   |
| 37e | Hongrie                | 477   |
| 38e | Slovaquie              | 475   |
| 39e | États-Unis             | 470   |
| 39e | Israël                 | 470   |
| 41e | Croatie                | 464   |
| 42e | CABA** (Argentine)     | 456   |
| 43e | Grèce                  | 454   |
| 44e | Roumanie               | 444   |
| 45e | Bulgarie               | 441   |
| 46e | Chypre                 | 437   |
| 47e | Émirats arabes unis    | 427   |
| 48e | Chili                  | 423   |
| 49e | Moldavie               | 420   |
| 49e | Turquie                | 420   |
| 51e | Uruguay                | 418   |
| 51e | Monténégro             | 418   |
| 53e | Trinité-et-Tobago      | 417   |
| 54e | Thaïlande              | 415   |
| 55e | Albanie                | 413   |
| 56e | Mexique                | 408   |
| 57e | Géorgie                | 404   |
| 58e | Qatar                  | 402   |
| 59e | Costa Rica             | 400   |
| 60e | Liban                  | 396   |
| 61e | Colombie               | 390   |
| 62e | Pérou                  | 387   |
| 63e | Indonésie              | 386   |
| 64e | Jordanie               | 380   |
| 65e | Brésil                 | 377   |
| 66e | Macédoine              | 371   |
| 67e | Tunisie                | 367   |
| 68e | Kosovo                 | 362   |
| 69e | Algérie                | 360   |
| 70e | République Dominicaine | 328   |

| Cl. | Pays                   | Score |
| --- | ---------------------- | ----- |
| 1er | Singapour              | 556   |
| 2e  | Japon                  | 538   |
| 3e  | Estonie                | 534   |
| 4e  | Taipei chinois         | 532   |
| 5e  | Finlande               | 531   |
| 6e  | Macao (Chine)          | 529   |
| 7e  | Canada                 | 528   |
| 8e  | Viet Nam               | 525   |
| 9e  | Hong Kong (Chine)      | 523   |
| 10e | P-S-J-G* (Chine)       | 518   |
| 11e | Corée du Sud           | 516   |
| 12e | Nouvelle-Zélande       | 513   |
| 12e | Slovénie               | 513   |
| 14e | Australie              | 510   |
| 15e | Royaume-Uni            | 509   |
| 15e | Allemagne              | 509   |
| 15e | Pays-Bas               | 509   |
| 18e | Suisse                 | 506   |
| 19e | Irlande                | 503   |
| 20e | Belgique               | 502   |
| 20e | Danemark               | 502   |
| 22e | Pologne                | 501   |
| 22e | Portugal               | 501   |
| 24e | Norvège                | 498   |
| 25e | États-Unis             | 496   |
| 26e | Autriche               | 495   |
| 26e | France                 | 495   |
| 28e | Suède                  | 493   |
| 28e | République tchèque     | 493   |
| 28e | Espagne                | 493   |
| 31e | Lettonie               | 490   |
| 32e | Russie                 | 487   |
| 33e | Luxembourg             | 483   |
| 34e | Italie                 | 481   |
| 35e | Hongrie                | 477   |
| 36e | Lituanie               | 475   |
| 36e | Croatie                | 475   |
| 36e | CABA** (Argentine)     | 475   |
| 39e | Islande                | 473   |
| 40e | Israël                 | 467   |
| 41e | Malte                  | 465   |
| 42e | Slovaquie              | 461   |
| 43e | Grèce                  | 455   |
| 44e | Chili                  | 447   |
| 45e | Bulgarie               | 446   |
| 46e | Émirats arabes unis    | 437   |
| 47e | Uruguay                | 435   |
| 47e | Roumanie               | 435   |
| 49e | Chypre                 | 433   |
| 50e | Moldavie               | 428   |
| 51e | Albanie                | 427   |
| 52e | Turquie                | 425   |
| 52e | Trinité-et-Tobago      | 425   |
| 54e | Thaïlande              | 421   |
| 55e | Costa Rica             | 420   |
| 56e | Qatar                  | 418   |
| 57e | Colombie               | 416   |
| 57e | Mexique                | 416   |
| 59e | Monténégro             | 411   |
| 59e | Géorgie                | 411   |
| 61e | Jordanie               | 409   |
| 62e | Indonésie              | 403   |
| 63e | Brésil                 | 401   |
| 64e | Pérou                  | 397   |
| 65e | Liban                  | 386   |
| 65e | Tunisie                | 386   |
| 67e | Macédoine              | 384   |
| 68e | Kosovo                 | 378   |
| 69e | Algérie                | 376   |
| 70e | République dominicaine | 332   |

| Cl. | Pays                   | Score |
| --- | ---------------------- | ----- |
| 1er | Singapour              | 535   |
| 2e  | Hong-Kong (Chine)      | 527   |
| 2e  | Canada                 | 527   |
| 4e  | Finlande               | 526   |
| 5e  | Irlande                | 521   |
| 6e  | Estonie                | 519   |
| 7e  | Corée du Sud           | 517   |
| 8e  | Japon                  | 516   |
| 9e  | Norvège                | 513   |
| 10e | Macao (Chine)          | 509   |
| 10e | Allemagne              | 509   |
| 10e | Nouvelle-Zélande       | 509   |
| 13e | Pologne                | 506   |
| 14e | Slovénie               | 505   |
| 15e | Pays-Bas               | 503   |
| 15e | Australie              | 503   |
| 17e | Danemark               | 500   |
| 17e | Suède                  | 500   |
| 19e | Belgique               | 499   |
| 19e | France                 | 499   |
| 21e | Royaume-Uni            | 498   |
| 21e | Portugal               | 498   |
| 23e | Taipei chinois         | 497   |
| 23e | États-Unis             | 497   |
| 25e | Espagne                | 496   |
| 26e | Russie                 | 495   |
| 27e | P-S-J-G* (Chine)       | 494   |
| 28e | Suisse                 | 492   |
| 29e | Lettonie               | 488   |
| 30e | Viet Nam               | 487   |
| 30e | République tchèque     | 487   |
| 30e | Croatie                | 487   |
| 33e | Autriche               | 485   |
| 33e | Italie                 | 485   |
| 35e | Islande                | 482   |
| 36e | Luxembourg             | 481   |
| 37e | Israël                 | 479   |
| 38e | CABA** (Argentine)     | 475   |
| 39e | Lituanie               | 472   |
| 40e | Hongrie                | 470   |
| 41e | Grèce                  | 467   |
| 42e | Chili                  | 459   |
| 43e | Slovaquie              | 453   |
| 44e | Malte                  | 447   |
| 45e | Chypre                 | 443   |
| 46e | Uruguay                | 437   |
| 47e | Roumanie               | 434   |
| 47e | Émirats arabes unis    | 434   |
| 49e | Bulgarie               | 432   |
| 50e | Turquie                | 428   |
| 51e | Monténégro             | 427   |
| 51e | Trinité-et-Tobago      | 427   |
| 51e | Costa Rica             | 427   |
| 54e | Colombie               | 425   |
| 55e | Mexique                | 423   |
| 56e | Moldavie               | 416   |
| 57e | Thaïlande              | 409   |
| 58e | Jordanie               | 408   |
| 59e | Brésil                 | 407   |
| 60e | Albanie                | 405   |
| 61e | Qatar                  | 402   |
| 62e | Géorgie                | 401   |
| 63e | Pérou                  | 398   |
| 64e | Indonésie              | 397   |
| 65e | Tunisie                | 361   |
| 66e | République dominicaine | 358   |
| 67e | Macédoine              | 352   |
| 68e | Algérie                | 350   |
| 69e | Liban                  | 347   |
| 69e | Kosovo                 | 347   |

- P-S-J-G : Pékin-Shanghai-Jiangsu-Guangdong
- CABA : Ciudad Autonoma de Buenos Aires

### Résultats 2012

Résultats 2012 à la section « Mathématiques ».
Résultats 2012 à la section « Sciences ».
Résultats 2012 à la section « Lecture ».

Pisa 2012 a été présenté en décembre 2013, avec des résultats pour près de 510 000 participants dans 34 pays de l'OCDE, et 31 de pays non membre de l'OCDE. La moyenne en mathématiques est de 494.
| Cl. | Pays                | Score |
| --- | ------------------- | ----- |
| 1er | Shanghai (Chine)    | 613   |
| 2e  | Singapour           | 573   |
| 3e  | Hong Kong (Chine)   | 561   |
| 4e  | Taïwan              | 560   |
| 5e  | Corée du sud        | 554   |
| 6e  | Macao (Chine)       | 538   |
| 7e  | Japon               | 536   |
| 8e  | Liechtenstein       | 535   |
| 9e  | Suisse              | 531   |
| 10e | Pays-Bas            | 523   |
| 11e | Estonie             | 521   |
| 12e | Finlande            | 519   |
| 13e | Canada              | 518   |
| 13e | Pologne             | 518   |
| 15e | Belgique            | 515   |
| 16e | Allemagne           | 514   |
| 17e | Vietnam             | 511   |
| 18e | Autriche            | 506   |
| 19e | Australie           | 504   |
| 20e | Irlande             | 501   |
| 20e | Slovénie            | 501   |
| 22e | Danemark            | 500   |
| 22e | Nouvelle-Zélande    | 500   |
| 24e | République tchèque  | 499   |
| 25e | France              | 495   |
| 26e | Royaume-Uni         | 494   |
| 27e | Islande             | 493   |
| 28e | Lettonie            | 491   |
| 29e | Luxembourg          | 490   |
| 30e | Norvège             | 489   |
| 31e | Portugal            | 487   |
| 32e | Italie              | 485   |
| 33e | Espagne             | 484   |
| 34e | Russie              | 482   |
| 34e | Slovaquie           | 482   |
| 36e | États-Unis          | 481   |
| 37e | Lituanie            | 479   |
| 38e | Suède               | 478   |
| 39e | Hongrie             | 477   |
| 40e | Croatie             | 471   |
| 41e | Israël              | 466   |
| 42e | Grèce               | 453   |
| 43e | Serbie              | 449   |
| 44e | Turquie             | 448   |
| 45e | Roumanie            | 445   |
| 46e | Chypre              | 440   |
| 47e | Bulgarie            | 439   |
| 48e | Émirats arabes unis | 434   |
| 49e | Kazakhstan          | 432   |
| 50e | Thaïlande           | 427   |
| 51e | Chili               | 423   |
| 52e | Malaisie            | 421   |
| 53e | Mexique             | 413   |
| 54e | Monténégro          | 410   |
| 55e | Uruguay             | 409   |
| 56e | Costa Rica          | 407   |
| 57e | Albanie             | 394   |
| 58e | Brésil              | 391   |
| 59e | Argentine           | 388   |
| 59e | Tunisie             | 388   |
| 61e | Jordanie            | 386   |
| 62e | Colombie            | 376   |
| 62e | Qatar               | 376   |
| 64e | Indonésie           | 375   |
| 65e | Pérou               | 368   |

| Cl.      | Pays                | Score |
| -------- | ------------------- | ----- |
| 1er      | Shanghai (Chine)    | 580   |
| 2e       | Hong Kong (Chine)   | 555   |
| 3e       | Singapour           | 551   |
| 4e       | Japon               | 547   |
| 5e       | Finlande            | 545   |
| 6e       | Estonie             | 541   |
| 7e       | Corée du sud        | 538   |
| 8e       | Vietnam             | 528   |
| 9e       | Pologne             | 526   |
| 10e      | Liechtenstein       | 525   |
| 10e      | Canada              | 525   |
| 12e      | Allemagne           | 524   |
| 13e      | Taïwan              | 523   |
| 14e      | Pays-Bas            | 522   |
| 14e      | Irlande             | 522   |
| 16e      | Macao (Chine)       | 521   |
| 16e      | Australie           | 521   |
| 18e      | Nouvelle-Zélande    | 516   |
| 19e      | Suisse              | 515   |
| 20e      | Slovénie            | 514   |
| 20e      | Royaume-Uni         | 514   |
| 22e      | République tchèque  | 508   |
| 23e      | Autriche            | 506   |
| 24e      | Belgique            | 505   |
| 25e      | Lettonie            | 502   |
| 26e      | France              | 499   |
| 27e      | Danemark            | 498   |
| 28e      | États-Unis          | 497   |
| 29e      | Espagne             | 496   |
| Lituanie |                     |       |
| 31e      | Norvège             | 495   |
| 32e      | Italie              | 494   |
| 32e      | Hongrie             | 494   |
| 34e      | Luxembourg          | 491   |
| 34e      | Croatie             | 491   |
| 36e      | Portugal            | 489   |
| 37e      | Russie              | 486   |
| 38e      | Suède               | 485   |
| 39e      | Islande             | 478   |
| 40e      | Slovaquie           | 471   |
| 41e      | Israël              | 470   |
| 42e      | Grèce               | 467   |
| 43e      | Turquie             | 463   |
| 44e      | Émirats arabes unis | 448   |
| 45e      | Bulgarie            | 446   |
| 46e      | Serbie              | 445   |
| 46e      | Chili               | 445   |
| 48e      | Thaïlande           | 444   |
| 49e      | Roumanie            | 439   |
| 50e      | Chypre              | 438   |
| 51e      | Costa Rica          | 429   |
| 52e      | Kazakhstan          | 425   |
| 53e      | Malaisie            | 420   |
| 54e      | Uruguay             | 416   |
| 55e      | Mexique             | 415   |
| 56e      | Monténégro          | 410   |
| 57e      | Jordanie            | 409   |
| 58e      | Argentine           | 406   |
| 59e      | Brésil              | 405   |
| 60e      | Colombie            | 399   |
| 61e      | Tunisie             | 398   |
| 62e      | Albanie             | 397   |
| 63e      | Qatar               | 384   |
| 64e      | Indonésie           | 382   |
| 65e      | Pérou               | 373   |

| Cl.   | Pays                | Score |
| ----- | ------------------- | ----- |
| 1er   | Shanghai (Chine)    | 570   |
| 2e    | Hong Kong (Chine)   | 545   |
| 3e    | Singapour           | 542   |
| 4e    | Japon               | 538   |
| 5e    | Corée du sud        | 536   |
| 6e    | Finlande            | 524   |
| 7e    | Taïwan              | 523   |
| 7e    | Canada              | 523   |
| 7e    | Irlande             | 523   |
| 10e   | Pologne             | 518   |
| 11e   | Liechtenstein       | 516   |
| 11e   | Estonie             | 516   |
| 13e   | Australie           | 512   |
| 13e   | Nouvelle-Zélande    | 512   |
| 15e   | Pays-Bas            | 511   |
| 16e   | Macao (Chine)       | 509   |
| 16e   | Suisse              | 509   |
| 16e   | Belgique            | 509   |
| 19e   | Allemagne           | 508   |
| 19e   | Vietnam             | 508   |
| 21e   | France              | 505   |
| 22e   | Norvège             | 504   |
| 23e   | Royaume-Uni         | 499   |
| 24e   | États-Unis          | 498   |
| 25e   | Danemark            | 496   |
| 26e   | République tchèque  | 493   |
| 27e   | Autriche            | 490   |
| 27e   | Italie              | 490   |
| 29e   | Lettonie            | 489   |
| 30e   | Luxembourg          | 488   |
| 30e   | Portugal            | 488   |
| 30e   | Espagne             | 488   |
| 30e   | Hongrie             | 488   |
| 34e   | Israël              | 486   |
| 35e   | Croatie             | 485   |
| 36e   | Islande             | 483   |
| 36e   | Suède               | 483   |
| 38e   | Slovénie            | 481   |
| 39e   | Lituanie            | 477   |
| Grèce |                     | 477   |
| 41e   | Russie              | 475   |
| 41e   | Turquie             | 475   |
| 43e   | Slovaquie           | 463   |
| 44e   | Chypre              | 449   |
| 45e   | Serbie              | 446   |
| 46e   | Émirats arabes unis | 442   |
| 47e   | Thaïlande           | 441   |
| 47e   | Chili               | 441   |
| 47e   | Costa Rica          | 441   |
| 50e   | Roumanie            | 438   |
| 51e   | Bulgarie            | 436   |
| 52e   | Mexique             | 424   |
| 53e   | Monténégro          | 422   |
| 54e   | Uruguay             | 411   |
| 55e   | Brésil              | 410   |
| 56e   | Tunisie             | 404   |
| 57e   | Colombie            | 403   |
| 58e   | Jordanie            | 399   |
| 59e   | Malaisie            | 398   |
| 60e   | Argentine           | 396   |
| 60e   | Indonésie           | 396   |
| 62e   | Albanie             | 394   |
| 63e   | Kazakhstan          | 393   |
| 64e   | Qatar               | 388   |
| 65e   | Pérou               | 384   |

### Résultats 2009
Programme international pour le suivi des acquis des élèves (2009) (Les membres de l'OCDE au moment de l'étude sont en gras)
| Cl. | Pays               | Score |
| --- | ------------------ | ----- |
| 1er | Chine Shanghai     | 600   |
| 2e  | Singapour          | 562   |
| 3e  | Hong Kong, Chine   | 555   |
| 4e  | Corée du Sud       | 546   |
| 5e  | Taïwan             | 543   |
| 6e  | Finlande           | 541   |
| 7e  | Liechtenstein      | 536   |
| 8e  | Suisse             | 534   |
| 9e  | Japon              | 529   |
| 10e | Canada             | 527   |
| 11e | Pays-Bas           | 526   |
| 12e | Macao, Chine       | 525   |
| 13e | Nouvelle-Zélande   | 519   |
| 14e | Belgique           | 515   |
| 15e | Australie          | 514   |
| 16e | Allemagne          | 513   |
| 17e | Estonie            | 512   |
| 18e | Islande            | 507   |
| 19e | Danemark           | 503   |
| 20e | Slovénie           | 501   |
| 21e | Norvège            | 498   |
| 22e | France             | 497   |
| 23e | Slovaquie          | 497   |
| 24e | Autriche           | 496   |
| 25e | Pologne            | 495   |
| 26e | Suède              | 494   |
| 27e | République tchèque | 493   |
| 28e | Royaume-Uni        | 492   |
| 29e | Hongrie            | 490   |
| 30e | États-Unis         | 487   |
| ⋮   |                    |       |
| 65e | Kirghizistan       | 331   |

| Cl. | Pays               | Score |
| --- | ------------------ | ----- |
| 1er | Chine Shanghai     | 575   |
| 2e  | Finlande           | 554   |
| 3e  | Hong Kong, Chine   | 549   |
| 4e  | Singapore          | 542   |
| 5e  | Japon              | 539   |
| 6e  | Corée du Sud       | 538   |
| 7e  | Nouvelle-Zélande   | 532   |
| 8e  | Canada             | 529   |
| 9e  | Estonie            | 528   |
| 10e | Australie          | 527   |
| 11e | Pays-Bas           | 522   |
| 12e | Liechtenstein      | 520   |
| 13e | Allemagne          | 520   |
| 14e | Taïwan             | 520   |
| 15e | Suisse             | 517   |
| 16e | Royaume-Uni        | 514   |
| 17e | Slovénie           | 512   |
| 18e | Macao, Chine       | 511   |
| 19e | Pologne            | 508   |
| 20e | Irlande            | 508   |
| 21e | Belgique           | 507   |
| 22e | Hongrie            | 503   |
| 23e | États-Unis         | 502   |
| 24e | Norvège            | 500   |
| 25e | République tchèque | 500   |
| 26e | Danemark           | 499   |
| 27e | France             | 498   |
| 28e | Islande            | 496   |
| 29e | Suède              | 495   |
| 30e | Lettonie           | 494   |
| ⋮   |                    |       |
| 65e | Kirghizistan       | 330   |

| Cl. | Pays             | Score |
| --- | ---------------- | ----- |
| 1er | Chine Shanghai   | 556   |
| 2e  | Corée du Sud     | 539   |
| 3e  | Finlande         | 536   |
| 4e  | Hong Kong, Chine | 533   |
| 5e  | Singapour        | 526   |
| 6e  | Canada           | 524   |
| 7e  | Nouvelle-Zélande | 521   |
| 8e  | Japon            | 520   |
| 9e  | Australie        | 515   |
| 10e | Pays-Bas         | 508   |
| 11e | Belgique         | 506   |
| 12e | Norvège          | 503   |
| 13e | Estonie          | 501   |
| 14e | Suisse           | 501   |
| 15e | Pologne          | 500   |
| 16e | Islande          | 500   |
| 17e | États-Unis       | 500   |
| 18e | Liechtenstein    | 499   |
| 19e | Suède            | 497   |
| 20e | Allemagne        | 497   |
| 21e | Irlande          | 496   |
| 22e | France           | 496   |
| 23e | Taïwan           | 495   |
| 24e | Danemark         | 495   |
| 25e | Royaume-Uni      | 494   |
| 26e | Hongrie          | 494   |
| 27e | Portugal         | 489   |
| 28e | Macao, Chine     | 487   |
| 29e | Italie           | 486   |
| 30e | Lettonie         | 484   |
| ⋮   |                  |       |
| 65  | Kirghizistan     | 314   |

Le professeur Jouni Välijärvi, chargé de l'étude Pisa finlandaise, a conclu que les scores élevés de la Finlande étaient dus à l'excellence des enseignants finnois et au programme Luma développé en 1990 pour améliorer les performances des élèves en mathématiques et en sciences. Il a attiré l'attention sur le caractère homogène du contenu des programmes dans le système finlandais et de fait les résultats ont été très homogènes d'une école finlandaise à l'autre.
En revanche, le professeur Pauli Siljander pense que les bons résultats de la Finlande sont dus aux politiques socio-éducatives et à d'autres facteurs liés à l'histoire des idées et de l'éducation. Il est impossible pour lui de séparer l'évolution des mentalités et des idées en matière d'apprentissage et les réformes de fond qui l'ont accompagnée. Il fait remarquer que l'éducation est une priorité de l'État providence finlandais et qu'il est par conséquent impossible de parler d'éducation sans replacer la question dans son contexte sociopolitique (Siljander, 2005).
L'examen des résultats de la campagne 2003 a montré que les pays qui dépensaient plus n'obtenaient pas forcément de meilleurs résultats que ceux qui dépensaient moins pour l'éducation. L'Australie, la Belgique, le Canada, la République tchèque, la Finlande, le Japon, la Corée du Sud et les Pays-Bas dépensent moins par élève et obtiennent des résultats assez satisfaisants, alors que les États-Unis dépensent plus et obtiennent des résultats sensiblement en dessous de la moyenne des pays européens.
La République tchèque, par exemple, qui se trouve parmi les dix premiers pays, dépense environ un tiers de la somme que les États-Unis consacrent à chaque élève alors que ce dernier pays arrive en vingt-quatrième position sur vingt-neuf pays étudiés.
Il ressort également de l'étude que les jeunes issus de milieux plus favorisés, avec un niveau d'instruction plus élevé, obtiennent en général de meilleurs résultats. Cette différence apparaît dans tous les pays étudiés, mais elle est particulièrement criante dans certains pays comme l'Allemagne.

### Résultats 2006
Les résultats de la campagne Pisa 2006 font apparaître une détérioration de la situation du système scolaire français. En mathématiques, ce mauvais résultat est dû à l'augmentation des élèves en difficulté.
Voici un aperçu des dix pays qui ont obtenu les meilleurs scores en 2006 :
| Cl. | Pays             | Score |
| --- | ---------------- | ----- |
| 1er | Finlande         | 548   |
| 2e  | Hong Kong        | 547   |
| 3e  | Corée du Sud     | 547   |
| 4e  | Pays-Bas         | 531   |
| 5e  | Suisse           | 530   |
| 6e  | Canada           | 527   |
| 7e  | Macao            | 525   |
| 7e  | Liechtenstein    | 525   |
| 8e  | Japon            | 523   |
| 9e  | Nouvelle-Zélande | 522   |
| 10e | Australie        | 520   |

| Cl. | Pays             | Score |
| --- | ---------------- | ----- |
| 1er | Corée du Sud     | 556   |
| 2e  | Finlande         | 547   |
| 3e  | Hong Kong        | 536   |
| 4e  | Canada           | 527   |
| 5e  | Nouvelle-Zélande | 521   |
| 6e  | Irlande          | 517   |
| 7e  | Australie        | 513   |
| 8e  | Liechtenstein    | 510   |
| 9e  | Pologne          | 508   |
| 10e | Pays-Bas         | 507   |
| 10e | Suède            | 507   |

### Résultats 2000 et 2003
Le dépouillement des tests et enquêtes a révélé des disparités entre les différents pays participants, mais également entre les différents établissements.
Il faut environ un an pour dépouiller les résultats et les analyser. Ainsi les résultats de la première campagne de tests Pisa 2000 ont-ils été publiés en 2001 (OECD, 2001a) et suivis de rapports thématiques qui étudiaient certains aspects de ces résultats. L'évaluation de Pisa 2003 est parue sous la forme de deux volumes : Apprendre aujourd'hui, réussir demain – Premiers résultats Pisa 2003 (OECD, 2004) et Problem Solving for Tomorrow's World – First Measures of Cross-Curricular Competencies from Pisa 2003 (OECD, 2004d).
Voici un aperçu des six pays qui ont obtenu les meilleurs scores en 2003 :
| Cl. | Pays          | Score |
| --- | ------------- | ----- |
| 1er | Hong Kong     | 550   |
| 2e  | Finlande      | 544   |
| 3e  | Corée du Sud  | 542   |
| 4e  | Pays-Bas      | 538   |
| 5e  | Liechtenstein | 536   |
| 6e  | Japon         | 534   |

| Cl. | Pays             | Score |
| --- | ---------------- | ----- |
| 1er | Finlande         | 543   |
| 2e  | Corée du Sud     | 534   |
| 3e  | Canada           | 528   |
| 4e  | Australie        | 525   |
| 5e  | Liechtenstein    | 525   |
| 6e  | Nouvelle-Zélande | 522   |

| Cl. | Pays          | Score |
| --- | ------------- | ----- |
| 1er | Finlande      | 548   |
| 2e  | Japon         | 548   |
| 3e  | Hong Kong     | 539   |
| 4e  | Corée du Sud  | 538   |
| 5e  | Liechtenstein | 525   |
| 6e  | Australie     | 525   |

| Cl. | Pays             | Score |
| --- | ---------------- | ----- |
| 1er | Corée du Sud     | 550   |
| 2e  | Finlande         | 548   |
| 2e  | Hong Kong        | 548   |
| 4e  | Japon            | 547   |
| 5e  | Nouvelle-Zélande | 533   |
| 6e  | Macao            | 532   |

## Réactions
Les réactions aux enquêtes sont nombreuses. Elles proviennent tout d'abord de la presse nationale, surtout intéressée par le classement des pays participants : « Les élèves allemands sont-ils des imbéciles ? », demande le magazine d'actualité Der Spiegel du 10 décembre 2001. « L'école suisse a reçu la fessée, la Suisse est-elle le cancre de l'Europe ? » s'inquiète La Tribune de Genève. D'autres commentaires viennent d'enseignants ou de spécialistes de l'éducation qui en soulignent soit l'intérêt, soit les limites, voire pour certains les risques.

### Résultats de Shanghai
Le classement donne généralement de bons résultats à Shanghai (République populaire de Chine), où les parents shanghaïens dépensent annuellement 6 000 yuans (720 euros) en cours particuliers, et 9 600 yuans (1 150 euros) en activités de loisirs éducatifs comme le tennis ou le piano, avant d'atteindre pour le lycée des sommes de 30 000 yuans (3 600 euros), et de 19 200 yuans (2 300 euros).

### Intérêt de l'enquête
Certains commentateurs notent que l'enquête a eu un effet salutaire en attirant l'attention des pouvoirs et de l'opinion publique sur la nécessité de réformer les différents systèmes éducatifs. Les questionnaires, notamment, ouvrent des pistes de réforme possible en identifiant certains facteurs de réussite.
En France, la loi d'orientation et de programme pour l'avenir de l'École du 23 avril 2005 a créé un socle commun de connaissances et de compétences qui a été progressivement introduit dans les écoles primaires et au collège et qui, dixit sa définition, « constitue l'ensemble des connaissances, compétences, valeurs et attitudes nécessaires pour réussir sa scolarité, sa vie d'individu et de futur citoyen ». Ainsi, en mathématiques, l'enseignement vise la direction suivante : « en s'appuyant sur la maîtrise du calcul et des éléments de géométrie, l'élève apprend à mobiliser des raisonnements qui permettent de résoudre des problèmes ». Les savoirs de la discipline en elle-même sont là, mais il en est tout autant de sa dimension utile en ce qui concerne les capacités de raisonnement de l'élève.
Enfin, l'étude Pisa pose la question de la culture éducative en France : la France est, parmi les pays comparables, un pays qui consacre un montant moyen à l'éducation par élève, mais c'est aussi le pays où les élèves sont « les plus stressés » et se sentent peu soutenus par leurs enseignants (corpus « Attitudes par rapport à l'école » de l'enquête). De plus, le système éducatif français est le champion en termes d'inégalités, dans le sens où la relation entre la performance et le milieu social d'origine des élèves fait partie des plus fortes de l'OCDE, en commun avec la Belgique,. Les chances de réussite s'amenuisent même pour celui qui ne serait pas issu d'un milieu favorisé, quand on les compare aux précédents rapports Pisa.
En guise d'ouverture, le rapport Pisa confirme la nécessité d'élever le niveau culturel de l'ensemble de la population française, car cet effet de masse a un impact positif en termes de compétitivité.

### Critiques
En France, l'APMEP (association des professeurs de mathématiques de l'enseignement public), notant les meilleures performances des élèves finlandais aux tests de mathématiques, souligne la différence entre l'enseignement français, soucieux de développer l'« accès à l'abstraction, à la symbolisation, à la rigueur », et l'enseignement des mathématiques appliquées au réel et aux situations concrètes tel qu'il se pratique dans d'autres pays : « rien ne prouve que l'accent mis sur les mathématiques du « réel » soit corrélatif d'avancement dans le développement de compétences spécifiques dans le domaine mathématique ». L'APMEP voit également un risque possible induit par les enquêtes Pisa : « Déjà, dans plusieurs pays, on observe une incitation des responsables des systèmes éducatifs à modifier l'enseignement, la formation des enseignants et même les programmes, pour s'adapter aux conceptions et aux tests de Pisa. »
Certaines critiques visent à relativiser la primauté du système finlandais. Par exemple, certains ont avancé que la langue finnoise joue un rôle important dans le succès de la Finlande.
Plusieurs observateurs ont souligné que l'approche Pisa, se voulant factuelle et objective, conduisait à une vision utilitariste, et au fond capitaliste, de l'enseignement où l'on cherche à maximiser une « efficacité » chiffrée. L'utilisation de ces résultats conduirait à une dépolitisation des débats sur l'éducation, du moins en apparence car des groupes sociaux et des institutions internationales ont un intérêt direct à promouvoir ces approches (s'insérant dans la vague du New Public Management). D'autres spécialistes nuancent cette vision et relèvent que les résultats de Pisa sont finalement réinterprétés dans les débats politiques préexistants, propres à chaque pays, où les différents acteurs utilisent les comparaisons internationales pour renforcer leur position. Il est notable, par exemple, que les résultats de Pisa 2000 et 2003 aient provoqué de grands débats au Japon, et très peu au Royaume-Uni, alors que les résultats étaient bien meilleurs dans le premier pays que dans le second.

## Pays participants
- Albanie
- Algérie
- Allemagne
- Argentine
- Australie
- Autriche
- Azerbaïdjan
- Belgique
- Brésil
- Bulgarie
- Canada
- Chili
- Chine : Pékin, Shanghai, Jiangsu et Guangdong
- Chypre
- Colombie
- Corée du Sud
- Costa Rica
- Croatie
- Danemark
- Dubaï
- Émirats arabes unis (sauf Dubaï)
- Espagne
- Estonie
- États-Unis
- Finlande
- France
- Géorgie
- Grèce
- Hong Kong
- Hongrie
- Inde : Tamil Nadu et Himachal Pradesh
- Indonésie
- Irlande
- Islande
- Israël
- Italie
- Japon
- Jordanie
- Kazakhstan
- Kirghizistan
- Kosovo
- Lettonie
- Liban
- Liechtenstein
- Lituanie
- Luxembourg
- Macédoine
- Macao
- Malaisie
- Malte
- Maroc
- Maurice
- Mexique
- Moldavie
- Monténégro
- Norvège
- Nouvelle-Zélande
- Panama
- Pays-Bas
- Pérou
- Pologne
- Portugal
- Qatar
- République dominicaine
- République tchèque
- Roumanie
- Royaume-Uni
- Russie
- Serbie
- Singapour
- Slovaquie
- Slovénie
- Suède
- Suisse
- Taïwan
- Thaïlande
- Trinité-et-Tobago
- Tunisie
- Turquie
- Uruguay
- Venezuela : État de Miranda
- Viêt Nam